# Abigail Kuaihelani Campbell
Abigail Kuaihelani Maipinepine Bright Campbell (Lahaina, 22 de agosto de 1858 - Honolulu, 1 de novembro de 1908) era um membro da nobreza do Reino do Havaí. Durante sua vida, ela se casou com dois poderosos empresários, contribuindo especialmente para o sucesso de seu primeiro marido, James Campbell, e dando-lhe descendentes. Entre seus netos, havia três herdeiros do trono do reino do Havaí.

## Primeiros anos
Abigail Kuaihelani Maipinepine Bright nasceu em 22 de agosto de 1858, em Lahaina, Maui. Sua mãe era Mary Kamai Hanaike e seu pai era John Maipinepine Bright. Ela é descendente da linha Kalanikini de chefes Maui, com alguns ancestrais europeus-americanos por parte de pai.

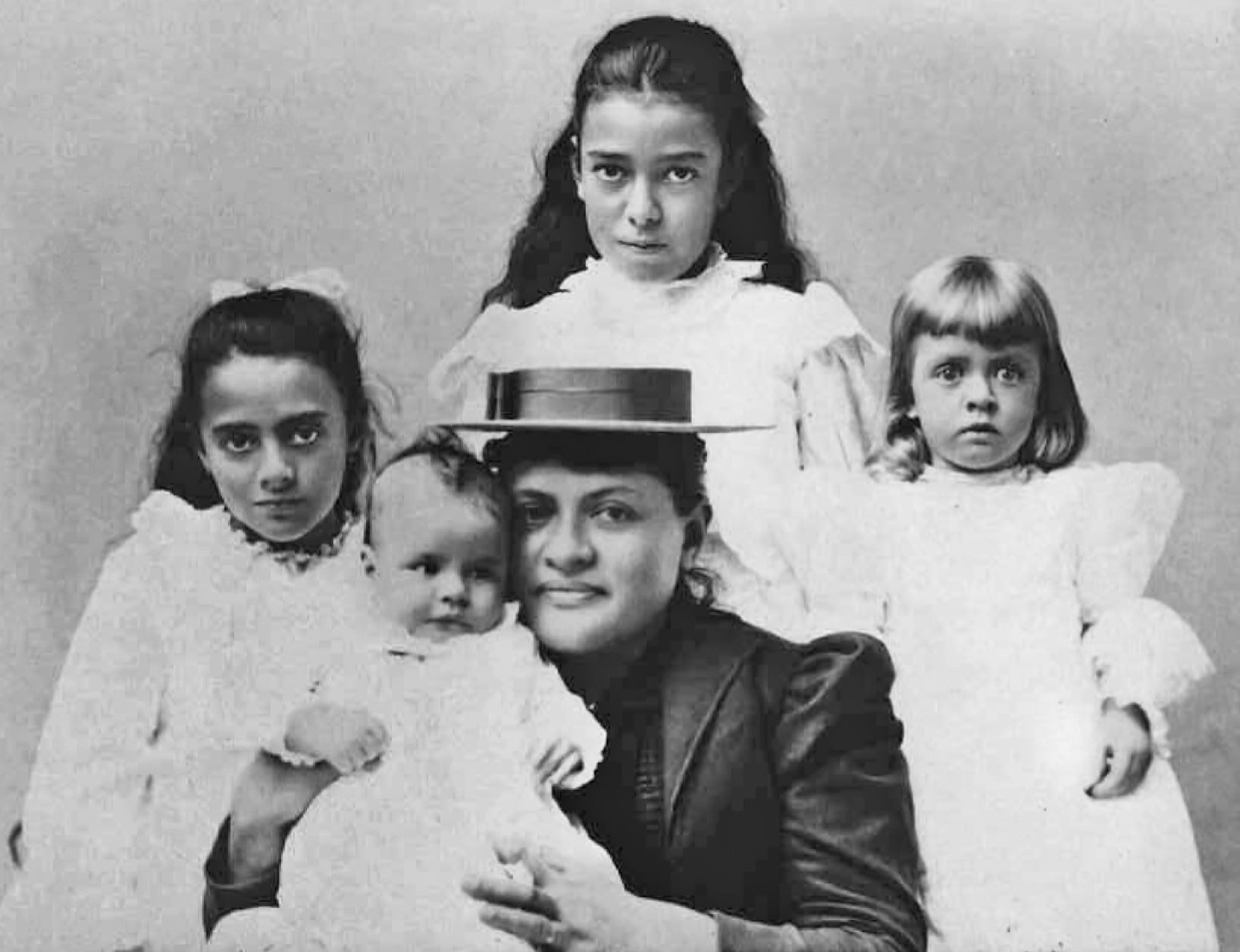
Abigail e filhas

Em 30 de outubro de 1877, ela se casou com o empresário americano escocês-irlandês James Campbell (1826–1900), que se tornou um dos maiores proprietários de terras nas ilhas. Seus filhos foram Margaret (1880–1882); Abigail (1882–1945), que se tornou mais conhecida como Abigail Campbell Kawānanakoa após se casar com um príncipe havaiano; Alice Kamokilaikawai (1884–1971) (ver Alice Campbell); James, Jr. (1886–1889); Muriel (Sra. Robert K.) Shingle (1890–1951); Royalist (1893–1896); e Beatrice (Sra. Francis) Wrigley
A filha Alice Kamokila Campbell tornou-se ativa no movimento antiestado depois que os Estados Unidos anexaram o Havaí, tornando-o um Território. A filha Margaret, o filho James Campbell Jr. e duas outras filhas morreram jovens. James Campbell, Sr. morreu em 1900 e deixou um terço dos bens para sua viúva durante sua vida.